# Ante i tokës sime
"Ante i tokës sime" är en låt på albanska som framfördes av den albanska sångerskan Rovena Dilo. Med låten deltog Dilo i musiktävlingen Festivali i Këngës år 2000. Vid finalen i december samma år fick Dilo flest poäng av juryn och vann därmed tävlingen.
Refräng:
| ” | Ante i tokës sime Atdhe, t'prek dhe jam perendi Po kam veç një zemer Po deshe ti do rilind per ty, Ante | „ |